# Никодим (Пиперов)
Митрополит Никодим (болг. Николай Николов Пиперов); нар. 18 січня 1895, Русе — пом. 23 грудня 1980, Сливен) — єпископ Православної церкви Болгарії, митрополит Сливенський.

## Біографія
Народився 18 січня 1895 в Русе.
З відзнакою закінчив Софійську духовну семінарію, а потім Оксфордський університет зі ступенем бакалавра з богослов'я.
Після повернення до Болгарії, в 1925-1927 служив протосингелом Пловдивської митрополії.
З 11 липня 1927 по 31 липня 1929 — ігумен Бачковського монастиря.
У 1929-1936 викладав в Пловдивській духовній семінарії.
З 1936 по 1938 — знову протосингел Пловдивської митрополії.
29 січня 1939 висвячений в титулярного єпископа Стобійського.
У 1939 призначений головним секретарем Священного синоду Болгарської православної церкви на даній посаді залишався до 1941.
У 1941 призначений ректором Пловдивської духовної семінарії. Йому випала важка задача евакуювати семінарію під час війни в Бачковский монастир.
6 липня 1947 обраний митрополитом Сливенським.
Митрополит Никодим запам'ятався сучасникам як скромний, ерудований архієрей з широкими культурними інтересами. Володів кількома європейськими мовами. Мав репутацію англофіла, був прихильником зближення з Англіканської церквою і широких екуменічних контактів. Завдяки цьому був обраний Екзархом Стефаном (Шоковим), прихильником екуменічних ідей, до складу делегації Болгарської Православної Церкви на Всеправославній нараді в липні 1948.
Помер 23 січня 1980 в Сливені.

## Праці
- «Действительность англиканского рукоположения», доклад на Совещании глав Православных Церквей. Москва, 1948 г.
- «Някои впечатления от Русия», сентябрь 1948, «Църковен вестник», № 29-30.
- «До негово превъзходителство генералисимус Й. В. Сталин от Светия Синод», 12 дек. 1949, «Църковен вестник», № 43-44.
- «Коледно послание от Светия Синод», 01 января 1951, «Църковен вестник», № 1-3.
- «Великденско послание от Светия Синод», 12 апреля 1952, «Църковен вестник», № 17-18.